# Panegyrtes porosus
Panegyrtes porosus är en skalbaggsart som beskrevs av Maria Helena M. Galileo och Martins 1993. Panegyrtes porosus ingår i släktet Panegyrtes och familjen långhorningar. Inga underarter finns listade i Catalogue of Life.